# Koviahy
Koviahy (ukrainien : Ков'яги) est une commune urbaine de l'oblast de Kharkiv, en Ukraine. Elle compte 2 980 habitants en 2021.

## Géographie
La commune est située entre deux rivières. À l'est la rivière Turuchka, petit affluent de la rivière Mja, puis du Donets, dans le bassin hydrographique du fleuve Don. À l'ouest la rivière Kolomak, affluent de rive gauche de la rivière Vorskla, en rive gauche du fleuve Dniepr. La commune est proche de la ligne de partage des eaux entre les bassins fluviaux du Don et du Dniepr. La commune se trouve à 50 kilomètres à l'ouest de la ville de Kharkiv.